# Deutsche Gesellschaft für Funktionsdiagnostik und Therapie
Die Deutsche Gesellschaft für Funktionsdiagnostik und -therapie (DGFDT) ist eine zahnmedizinische Fachgesellschaft. Sie ist der Deutschen Gesellschaft für Zahn-, Mund- und Kieferheilkunde (DGZMK) angeschlossen. Sie beschäftigt sich nach eigenen Angaben „mit den Grundlagen, der Prävention, der Diagnostik und der funktionellen Rehabilitation dysfunktioneller Zustände in diesem Bereich sowie deren interdisziplinären Therapie“.

## Aufgaben
Die DGFDT hat es sich zur Aufgabe gemacht, die Forschung auf dem Gebiet der Funktionsdiagnostik und Funktionstherapie in der Zahnheilkunde zu fördern und die Kenntnis wissenschaftlicher Ergebnisse zu verbreiten. Dazu gehört die Fortbildung und Weiterbildung auf dem Gebiet der Funktionsdiagnostik und -therapie, die Förderung wissenschaftlicher Forschung und der Austausch mit anderen Fachgesellschaften und Arbeitsgemeinschaft im In- und Ausland. Sie ist die größte Fachgesellschaft für dieses Thema in Europa.
Zur Funktionsdiagnostik und Funktionstherapie gehören die Feststellung, die Ursachenfindung und Behebung von Störungen und Dysfunktionen u. a. der Kaufunktion, der Bisslage und des craniomandibulären Systems.
Die DGFTD arbeitet mit der Universität Greifswald im Weiterbildungsstudiengang zum Master of Science in der Zahnmedizin zusammen.

## Geschichte der DGFDT
1967 wurde in Mainz der „Arbeitskreis für funktionelle Okklusionsdiagnostik und -therapie“ gegründet. 2002 wurde der Name zur „Arbeitsgemeinschaft für Funktionsdiagnostik und Therapie“ erweitert.
Im Januar 2006 wurde die Gesellschaft umbenannt.

## Ausbildung und Ernennung zum Spezialisten/zur Spezialistin der DGFDT
Im Jahre 2004 hat die DGFDT auf ihrer Mitgliederversammlung beschlossen, Mitglieder auf Antrag als geprüfte „Spezialisten für Funktionsdiagnostik und -therapie (DGFDT)“ zu zertifizieren. Voraussetzung für die Anmeldung zur Prüfung zum Spezialisten/zur Spezialistin der DGFDT ist neben der zahnärztlichen Approbation und der Mitgliedschaft in der DGFDT der Nachweis einer mindestens zweijährigen praktischen und theoretischen Weiterbildung nach dem Staatsexamen an einer von der DGFDT anerkannten Weiterbildungsstätte.
Für niedergelassene oder angestellte Zahnärzte, die nicht in einer anerkannten Ausbildungsstätte praktizieren, ist als Nachweis der klinischen Tätigkeit und der entsprechenden praktischen Erfahrung eine mindestens vierjährige Tätigkeit als Zahnarzt mit Schwerpunkt Funktionsdiagnostik und -therapie möglich, dabei wird aber eine zusätzliche theoretische Weiterbildung erforderlich.

## Stellungnahmen
Am 1. September 2005 gab die DGFDT zusammen mit der Deutschen Gesellschaft für zahnärztliche Prothetik und Werkstoffkunde (DGzPW) eine Terminologieliste als wissenschaftliche Stellungnahme der DGZMK heraus.
Am 26. Oktober 2017 erschien eine gemeinsame Stellungnahme der DGFDT, der DGzPW, der Deutschen Gesellschaft für Mund-, Kiefer- und Gesichtschirurgie (DGMKG), der Arbeitsgemeinschaft für Kieferchirurgie (AGKi) und der Deutschen Gesellschaft für Kieferorthopädie (DGKFO) und der DGZMK zur Therapie der funktionellen Erkrankungen des kraniomandibulären Systems.
Für die Funktionstherapie gilt derzeit die S2-Leitlinie der DGFDT und der DGZMK.

## Wissenschaftlicher Preis
Die DGFDT verleiht den Alex-Motsch-Preis für besondere wissenschaftliche Arbeiten auf dem Gebiet der funktionsorientierten Zahnheilkunde.

## Fachzeitschrift
Die DGFDT gibt vierteljährlich das „Journal of Craniomandibular Function“ als offizielles Organ heraus. Es berichtet bilingual in den Sprachen Deutsch und Englisch über neue Entwicklungen in Klinik und Forschung. Sie nimmt aktuelle Original- und Übersichtsarbeiten, klinische Fallberichte, interessante Studienergebnisse, Tipps für die Praxis, Tagungsberichte sowie Berichte aus der praktischen Arbeit aus dem gesamten Gebiet der Funktionsdiagnostik und -therapie auf.